# Ansi Agolli
Ansi Agolli (* 11. října 1982, Tirana) je bývalý albánský fotbalový obránce.

## Klubová kariéra
- KF Tirana (mládež)
- KF Tirana 2000–2005
- →  KF Apolonia Fier (hostování) 2003
- Neuchâtel Xamax 2005–2006
- FC Luzern 2006–2007
- Vaasan Palloseura 2007–2009
- →  KF Tirana (hostování) 2008–2009
- FK Kryvbas Kryvyj Rih 2009–2012
- →  FK Karabach (hostování) 2010–2011
- FK Karabach 2012–2019
- New York Cosmos B 2019
- New York Cosmos 2020

## Reprezentační kariéra
V A-mužstvu Albánie debutoval 3. 9. 2005 v kvalifikačním utkání v Tiraně proti týmu Kazachstánu (výhra 2:1).
Italský trenér albánského národního týmu Gianni De Biasi jej vzal na EURO 2016 ve Francii. Na evropský šampionát se Albánie kvalifikovala poprvé v historii.